# 島よしのり
島 よしのり（しま よしのり、1955年7月20日 - ）は、日本の声優。芸能事務所キャラ所属で社長も務める。大阪府出身。桃山学院大学社会学部卒業、趣味は沖縄の文化・暮らし、演劇、70年代フォーク、田舎暮らし、落語、大阪弁のアクセントの絶対音感を持つ。本名の漢字表記は島 義則。

## 来歴・人物
声優として活躍するほか、数々のバラエティ番組ではナレーションを務めている。以前は大阪テレビタレントビューロー（TTB）に所属し、びわ湖放送では契約アナウンサーも担当していた。

## 出演作品

### OVA
2003年
- MUNTO（ガス）

### Webアニメ
2005年
- The King of Fighters: Another Day（クラーク・スティル）

### ゲーム
- 稲川淳二 真夜中のタクシー
- ガンスパイク
- ザ・キング・オブ・ファイターズシリーズ（1995年 - 2010年、如月影二、クラーク・スティル〈'94 - XIII〉、ゲーニッツ〈'96 - 2002〉、チャン・コーハン〈'94・'95〉）
- すいすい Sweet あまい恋のみつけ方（常盤甚五郎、星のナビゲーター）
- トンバ!ザ・ワイルドアドベンチャー
- ファーランドオデッセイII 〜君に贈るセレナーデ〜（ボウズ）
- 龍虎の拳2（如月影二、テムジン）

### テレビ
- フリータイムおしゃべりTWO WAY彦根です。（びわ湖放送）
- 夕方ワイド ぶるるるぶびわこ（びわ湖放送）
- 知っとこ!（毎日放送）
- 痛快!エブリデイ（関西テレビ）
- 土曜はダメよ!（読売テレビ）
- 週刊えみぃSHOW（読売テレビ）
- クイズ!紳助くん（朝日放送テレビ）
- ちちんぷいぷい（毎日放送）
- プリプリ（毎日放送）
- 京・ごはんたべ（KBS京都・TwellV）
- えぇトコ（NHK大阪）
- パネルクイズ アタック25（朝日放送テレビ）2020年9月28日（ナレーター・DJ大会 赤枠）

ほか

### ラジオ
- プロムナード824（FM HANAKO）
- ブレーブス・ダイナミック・アワー（MBSラジオ）
- ひとときシネマのように（FM大阪）

### CM
- 大阪ガス
- ダイエー
- 阪神高速
- サンガリア
- 東江メガネ
- 食道園

### 鉄道
- 泉北高速鉄道の各駅の列車接近放送（1番乗り場。ただし、南海管理駅の中百舌鳥駅を除く）
- 京都丹後鉄道の車内アナウンス。